# Зенані Мандела-Дламіні
Принцеса Зенані Мандела-Дламіні (5 лютого 1959) — південноафриканський дипломат і представниця аристократичного сімейства. Вона невістка короля Есватіні Мсваті III і дочка Нельсона Мандели та його колишньої дружини Вінні Мандели.

## Раннє життя
Зенані Мандела народилася в родині вождя. Її батько, Нельсон, був прямим нащадком носіїв королівської влади народу тембу і сам був спадкоємцем вождя Мвезо. Його онук, племінник Зенані Мандла, зрештою успадкував цей титул.
Вона ледь не народилася у в'язниці, оскільки Вінні Манделу заарештували незадовго до її народження в 1959 році, а коли їй було чотири роки, її батька відправили до в'язниці, де він пробуде наступні 27 років. Лише у 1974 році, коли їй виповнилося 15 років, вона змогла його відвідати.

## Освіта
Мандела-Дламіні навчалася у Вотерфордському коледжі Об'єднаного світу Південної Африки Камхлаба, а також вивчала природничі науки в Бостонському університеті. Там вона вперше зустріла принца Свазіленду Тумбумузі Дламіні (старшого брата правлячого монарха Свазіленду Мсваті III і королеви зулусів Мантфомбі), який вивчав науку в тому ж університеті. Вони одружилися в 1973 році й мали чотирьох дітей — доньок Зазіве (1977) і Замасвазі (1979) і синів Зінхле (1980) і Зозуко (1992) — і шістьох онуків, але зараз вони розлучені. Її чоловік мав ще кількох дітей від попереднього шлюбу, серед них принц Седза Дламіні. Вони є співвласниками «Мандела, Дламіні та партнери» (міжнародні бізнес-консультанти).

## Подальша діяльність
Мандела-Дламіні була призначена послом Південної Африки в Аргентині в липні 2012 року (вступила на посаду в жовтні), ставши першою з дітей Мандели на державній службі. вона змінила на цій посаді дипломата і колишнього лідера опозиції Тоні Леона, який пішов у відставку. Вона працювала на цій посаді до травня 2017 року, коли була призначена Верховним комісаром Південної Африки в Маврикії. Принцеса Зенані Мандела-Дламіні була призначена послом Південної Африки в Південній Кореї в жовтні 2019 року.
Після обрання Мандели президентом і його розлучення з Вінні, Зенані була обрана супроводжувати батька на його інавгурації та стати дублером першої леді Південної Африки, поки її батько не одружився у свій 80-й день народження з колишньою першою леді Мозамбіку Грасою Машел.